# ران بیکر
ران بیکر (انگلیسی: Ron Baker؛ زادهٔ ۳۰ مارس ۱۹۹۳) یک بازیکن بسکتبال اهل ایالات متحده آمریکا است.
از باشگاه‌هایی که در آن بازی کرده‌است می‌توان به نیویورک نیکس اشاره کرد. وی در مسابقات کشوری و بین‌المللی در مجموع برندهٔ ۱ مدال برنز شده‌است.